# Erecella signata
Erecella signata is een hooiwagen uit de familie Assamiidae.